# Красна Гірка (Бабаєвський район)
Красна Гірка — сільце в Бабаєвському районі Вологодської області Росії.
Входить до складу Вепського національного сільського поселення (з 1 січня 2006 року по 13 квітня 2009 року входила до складу Тімошівського сільського поселення). 
Відстань по автодорозі до районного центру Бабаєво — 100 км, до центру муніципального утворення села Тімошино по прямій — 10 км. Найближчі населені пункти — с. Фенчиково, с. Пустошка, с. Янголохта. Станом на 2002 рік постійного населення не було.